# Sovjetska intervencija u Afganistanu
Sovjetska intervencija u Afganistanu naziv je za devetogodišnje sovjetsko učešće je ratu između protumarksističkih i marksističkih snaga u Afganistanu. Sovjetski Savez, podržavao je marksističku vladu u Kabulu, dok su protivnici afganistanskog marksističkog režima bili tradicionalistički mudžahedini sponzorirani iz mnogih zemalja protivnički nastrojenih prema Sovjetskom Savezu, uključujući: Sjedinjene Američke Države, Pakistan i NR Kinu. Rat se inače smatra posredničkim ratom između SSSR-a i SAD-a, u širem kontekstu globalnog hladnog rata. Ulazak sovjetskih trupa u Afganistan smatra se koncem razdoblja detanta i početkom tzv. "drugog hladnog rata", koji je obilježio osamdesete godine dvadesetog stoljeća, a kojeg su karakterizirale obnovljene tenzije između dvije hladnoratovske velesile.
Početno razmještanje Četrdesete armije, koja je činila osnovu sovjetskih snaga u Afganistanu, dogodilo se 25. prosinca 1979., a konačno povlačenje sovjetskih trupa zbilo se između 15. svibnja 1988. i 2. veljače 1989. Dana 15. veljače 1989. Sovjetski Savez je službeno objavio da su trupe napustile zemlju.

## Kulturno-povijesni kontekst
Afganistan, raskrižje središnje Azije, piše dugu povijest oružanih sukoba. U 4. stoljeću pr. Kr., Aleksandar Veliki ušao je u ovu zemlju, koja je tada bila dio Perzijskog Carstva, radi zauzimanja Baktrije (današnji Balkh). Napadi Skita i Turaka uslijedili su u kasnijim stoljećima. Godine 642., Arapi su osvojili cijelu regiju i uveli islam.
Gotovo neprohodne afganistanske planine i pustinjski teren odrazili su se na etnički i jezično nejedinstveno stanovništvo. Najdominantnija etnička grupa su Paštunci, dok ostatak čine: Tadžici, Hazari, Ajmaci, Uzbeci, Turkmeni i ostale manje grupe. U drugoj polovini dvadesetog stoljeća, afganistansko društvo ugrubo je bilo podijeljeno da urbanu ljevicu sklonu marksizmu, koja je činila manjinu populacije, te konzervativnu islamističku većinu u ruralnim dijelovima zemlje. Dvije glavne ideologije koje su se od sredine šezdesetih širile iz afganistanskih sveučilišta bile su marksizam i islamizam. Tijekom šezdesetih i sedamdesetih godina dvadesetog stoljeća, zemlja je također bila popularna postaja "rute hipija", koji su se iz zapadnih zemalja upuštali na putovanja na Istok, željni istraživanja čari istočnjačkih zemalja i uživanja afganistanskog hašiša.

## Politički razvoj Afganistana u 20. stoljeću
Kralj (šah) Mohamed Zahir naslijedio je prijestolje i vladao zemljom od 1933. do 1973. Zahirov rođak, Mohamed Daud, bio je premijer od 1953. do 1963. Zbog kraljevih liberalnih reformi, na političkoj sceni Afganistana pojavila se marksistička politička stranka; Narodna demokratska stranka Afganistana (NDSA), koja se pak 1967., podijelila na dvije suparničke frakcije: Kalk (Masovna) na čelu s Nur Muhamedom Tarakijem i Hafizulom Aminom s jedne strane, te Parčam (Zastava) na čelu s Babrakom Kamalom s druge.
Nakon što je optužio vlast za korupciju i lošu gospodarsku situaciju, bivši premijer Mohammed Daud preuzeo je vlast vojnim udarom, 17. srpnja 1973. Potom je dokinuo monarhiju, no njegovi pokušaji socijalnih i ekonomskih reformi bili su neuspješni. Jaka opozicija iz frakcija NDSA isprovocirala je nasilan odgovor Daudovog režima. Frakcije NDSA su se ujedinile 27. srpnja 1978. s ciljem okončavanja Daudove vladavine. NDSA je uspješno zbacila i pogubila Dauda te članove njegove obitelji. Zatim je Nur Muhamed Taraki, glavni tajnik NDSA, postao predsjednikom Revolucionarnog vijeća i premijer novouspostavljene Demokratske Republike Afganistan.

## Marksistička vlada
Tijekom prvih 18 mjeseci svoje vladavine, NDSA je forsirala marksističke reforme. Zakon o promjenama bračnih običaja i agrarna reforma bili su loše primljeni kod afganistanskog stanovništva duboko prožetog islamom i starim ukorijenjenim običajima. Kao rezultat, tisuće pripadnika tradicionalne elite, vjerskih poglavara i inteligencije bilo je podvrgnuto represijama. Čak i unutar NDSA, međusobna razračunavanja rezultirala su čistkama, progonstvima i pogubljenjima.
Do ljeta 1978., u regiji Nuristan u istočnom Afganistanu buknula je oružana pobuna i građanski rat se proširio po zemlji. U rujnu 1979., zamjenik premijera Hafizullah Amin, preuzeo je vlast nakon pucnjave u palači u kojoj je ubijen premijer Taraki. Preko 2 mjeseca nestabilnosti obilježilo je Aminov režim, jer se paralelno borio i protiv svojih protivnika u NDSA i rastuće pobune.
Dana 3. srpnja 1979., američki predsjednik Jimmy Carter potpisuje direktivu kojom je CIA dobila ovlaštenje da vrši prikrivene propagandne operacije protiv revolucionarnog režima. 

## Politička kulminacija
Ljevičarski režimi Sovjetskog Saveza i Afganistana tradicionalno su održavali dobre diplomatske odnose. Još prije sovjetskog razmještanja, više od 400 sovjetskih vojnih savjetnika već je bilo razmješteno u Afganistanu.
U prosincu 1978., SSSR je potpisao bilateralni sporazum o prijateljstvu i suradnji s Afganistanom koji je dopuštao razmještanje sovjetskih vojnika u slučaju afganistanskog zahtjeva. Sovjetska vojna pomoć se povećavala i Aminov režim je postajao sve ovisniji o sovjetskoj vojnoj pomoći. Ipak, do listopada 1979. odnosi između Afganistana i Sovjetskog Saveza su se poremetili, vjerojatno zbog Aminovog odbijanja sovjetskog prijedloga da stabilizira svoju vladu. Kao rezultat zahlađenja odnosa sa Sovjetima, Amin je počeo davati prijateljske znakove prema SAD-u, što je zabrinulo članove Politbiroa u Moskvi. Među ključnim ljudima u vrhu SSSR-a na kraju je prevladalo mišljenje da se: "Afganistan ne smije predati".
Islamski gerilci u planinskim predjelima ponižavali su Afganistansku vojsku lojalnu vladi, do točke kad se predsjednik Amin konačno obratio Sovjetskom Savezu da poveća pomoć. Sovjetski Savez je odlučio pružiti pomoć Afganistanu u cilju očuvanja afganistanske revolucije, istovremeno vjerujući da je Amin kao predsjednik Afganistna nesposoban izvršiti ovaj zadatak. 
Sovjetski su vođe na osnovi informacija koje im je javljao KGB, mislili da je sam Amin zapravo ključni destabilizator situacije u Afganistanu. Dodatni razlog za sovjetsku odluku o Aminovu uklanjanju, bila je informacija agenata KGB iz Kabula koji su navodno javili da su dvojica Aminovih tjelohranitelja ubila bivšeg predsjednika Tarakija jastukom i Amin je osumnjičen da je agent CIA-e. Ipak, bilo je i nekoliko skeptika među sovjetskim vojnim savjetnicima u afganistanskoj vojsci, primjerice general Vasili Zaplatin, tadašnji politički savjetnik, koji je tvrdio da je četvoro mlađih Tarakijevih ministara bilo odgovorno za destabilizaciju. Još jedan jak razlog protiv vjerovanja da je Amin bio američki agent bio je da je on uvijek i svuda pokazivao službeno prijateljstvo sa Sovjetskim Savezom. I nakon pogubljenja Amina i dvojice njegovih sinova, njegova supruga je tvrdila da su ona i njihov preostali sin i dvije kćeri željeli ići samo u Sovjetski Savez, jer je njen muž bio njihov prijatelj. Ona je na kraju doista i otišla živjeti u Sovjetski Savez. 
Prema pisanju CIA-e, do početka prosinca 1979. pokrenut je sovjetski plan za svrgavanje Amina i postavljanje druge osobe na čelo Afganistana. Četvrtog prosinca iste godine, šef KGB-a Jurij Andropov i načelnik glavnog stožera Sovjetske vojske Ogarkov, potpisali su dokument u kojem Politbirou savjetuju slanje borbene grupe od petstotinjak padobranaca, preobučenih "u uniforme koje ne bi otkrivale njihovu pripadnost SSSR-u", u Afganistan, kako bi tobože "branili Aminovu rezidenciju", što je zapravo bio paravan za puč, odnosno svrgavanje Amina.

### Sovjetsko razmještanje
- Na Badnjak 1979. godine CIA je primijetila masovno premještanje sovjetskih kopnenih snaga zračnim mostom iz zapadnog dijela SSSR-a prema području središnje Azije; od čega je jedan dio strateške avijacije letio prema Turkestanu, dok je drugi dio slijetao direktne u zračne luke Bagram i Kabul, u Afganistanu.[9]

- Dana 27. prosinca 1979., 700 vojnika, uključujući 54 pripadnika specijalnih snaga KGB iz odreda Alfa i Zenit u akciji zvanoj Operacija Oluja-333, preobučeni u afganistanske uniforme, zauzimaju važne vladine, vojne i medijske zgrade u Kabulu, uključujući i primarnu metu – Tadžbegovu palaču, gdje su uklonili predsjednika Amina. Operacija je počela u 19:00, kada su sovjetske specijalne snage (iz grupe Zenit) raznijele kabulski komunikacijski čvor, paralizirajući time afganistansko vojno zapovjedništvo. U 19:15 je počeo juriš na Tadžbegovu palaču koji je trajao 45 minuta. Istovremeno su zauzeti i ostali objekti (na primjer Ministarstvo unutarnjih poslova u 19:15). Operacija se završila s potpunim uspjehom ujutro

- Dana 28. prosinca, sovjetsko vojno zapovjedništvo u Termezu objavilo je na Radio Kabulu da je Afganistan oslobođen Aminove vladavine. Istoga dana sovjetska 108. Divizija iz Termeza prešla je afganistansku granicu, te napredovala preko Bagrama za Kabul. Na zapadnom dijelu Afganistana, sovjetska 5. gardijska divizija prešla je granicu i napredovala preko Herata do grada Kandahara na jugu države.[10]

Prema sovjetskom Politbirou, Sovjeti su se čitavo vrijeme pridržavali Sporazuma o prijateljstvu, suradnji i dobrosusjedskim odnosima koji je potpisao prethodni predsjednik Taraki. Moskva je računala da će zapravo Aminov pad okončati borbe za vlast u NDSA i također smanjiti afganistansko nezadovoljstvo.
Sovjeti su izjavili da je pogubljenje Hafizule Amina obavio Afganistanski revolucionarni središnji odbor. Odbor je onda za predsjednika vlade izabrao bivšeg zamjenika premijera Babraka Karmala, koji je bio premješten na relativno beznačajno mjesto veleposlanika u Čehoslovačkoj nakon pobede Kalka.

### Sovjetska okupacija
Iako su Sovjeti na svoju prisutnost u Afganistanu gledali kao na dobročiniteljsku gestu, kroz koju će Afganistancima pomoći razviti njihovu zemlju, takve poglede na njihovu prisutnost nije dijelila velika većina lokalnog afganistanskog stanovništva (izuzev komunističkih elita), koje je na Sovjete gledalo kao na bezbožničke, ateističke okupatore koji žele promijeniti njihov način života. Jedan sovjetski veteran Sergej Opalev prisjetio se: 
Ako je netko mislio da smo [u Afganistan] došli graditi socijalizam [...] da, to je bio politički cilj, [ali u isto] vrijeme vjerojatno krivi...
Otpor prema Sovjetima proširio se prvo iz ruralnih dijelova Afganistana, u urbane sredine, na što je pro-sovjetska afganistanska vlada reagirala represalijama, i tako potenciravši daljnju pobunu konzervativnih dijelova afganistanskog društva. Sovjetsku prisutnost u Afganistanu, željele su iskoristiti i SAD, kako bi Sovjetima priuštili "njihov Vijetnam", stoga su američke administracije mudžahedinske pobunjenike u Afganistanu počele snabdijevati pošiljkama oružja za borbu protiv Sovjeta.

### Afganistanski mudžahedini
Među mudžahedinima s kojima su se borile snage afganistanske vlade i Sovjetskog Saveza nije postojao neki centralizirani zapovjedni lanac, već se najčešće radilo o skupinama seljaka koji su uzeli oružje u ruke, ali su pritom ostali razdijeljeni po plemenskim i drugim linijama. Različite skupine pobunjenika znale su se zajedno udruživati radi ostvarivanja zajedničkih ciljeva, međutim bilo je i slučajeva kada bi se pojedine frakcije međusobno zaratile. Tako se, primjerice događalo da jedna skupina mudžahedina preotme neku pomoć koja je bila namijenjena drugoj skupini. Veći dio pomoći i ubojitih sredstava za pobunjenike dolazio je kroz Pakistan, čije su tajne službe preferirale najviše pomoći davati onim skupinama koje su bile najviše fundamentalistički orijentirane u svojim tumačenjima islama. Zapovjednici su im najčešće bili oni koji su među njima uživali najveći društveni status, najveće obrazovanje itd. Tek manje od 15% zapovjednika činili su bivši vojni časnici

## Sovjetske operacije
Poslije razmještanja, sovjetske trupe nisu bile u stanju učinkovito držati vlast izvan Kabula. Više od 80% države je još uvijek bilo van efikasne vladine kontrole. Početna misija da se brane gradovi i instalacije je proširena na borbu s antikomunističkim mudžahedinima, koristeći uglavnom sovjetske rezerviste.
Rani vojni izvještaji otkrivaju teškoće na koje su sovjetske snage nailazile tijekom borbi u planinskim terenima. Sovjetska vojska nije bila prilagođena za takvo ratovanje, nije prošla obuku za borbu protiv gerilaca, a njeno oružje i vojna oprema, posebno oklopni transporteri i tenkovi, su ponekad bili neučinkoviti ili ranjivi u planinskom okruženju. Teško topništvo često je korišteno u borbama s pobunjenicima. Sovjetski vojnici su često bili u situaciji da se bore protiv civila zbog lukave taktike gerilaca. Operacije zarobljavanja pobunjeničkih odreda su često bile neuspješne i morale su se ponavljati u istom području jer su pobunjenici bježali u planine, a vraćali su se kada su Sovjeti odlazili.
Afganistanske mudžahedine su financirale i obučavale Sjedinjene Države i njeni saveznici. Od posebnog značaja su bile donacije američkih protuzrakoplovnih sustava FIM-92 Stinger, što je uvećalo gubitke sovjetskog zrakoplovstva. Također, gerilci su bili u stanju obarati sovjetske zrakoplove prilikom polijetanja ili slijetanja na piste. 
Međunarodni diplomatski odgovor je bio neujednačen, u rasponu od odlučnih upozorenja do bojkota ljetnih Olimpijskih igara 1980. u Moskvi. Američki predsjednik Carter je izjavio da je sovjetski napad bio ”najozbiljnija prijetnja miru još od Drugog svjetskog rata”.

Polovinom osamdesetih, afganistanski pokret otpora, uz podršku iz Sjedinjenih Američkih Država, Ujedinjenog Kraljevstva, Kine, Saudijske Arabije, Pakistana i drugih zemalja, uzrokovao je velike gubitke sovjetskim snagama i pridonio zatezanju međunarodnih odnosa.
U svibnju 1985., sedam glavnih pobunjeničkih organizacija je osnovalo savez kako bi koordinirale ratne operacije protiv sovjetske vojske. Krajem 1985., skupine su bile aktivne u i oko Kabula, pokrećući raketne napade i zajedničke operacije protiv komunističke vlade. Nemogućnost Sovjetskog Saveza da efektno uguši vojnu pobunu, pridobije značajniji broj afganistanskih pristalica ili da obnovi afganistansku zahtijevala povećanje direktne upotrebu regularnih sovjetskih snaga koje bi se borile protiv mudžahedina.
Krajem 1987. i početkom 1988. godine Sovjeti su pokrenuli Operaciju Magistrala za koju su angažirali do tad najveće snage u ratu radi deblokiranja komunikacije između gradova Gardez i Host. Iako su formalno pobijedili u bitkama koje su poveli, uspješno izvršivši glavne zadaćej operacije, nakon povlačenja glavnine sovjetskih snaga, pobunjenici su komunikaciju ponovno blokirali.

## Mohamed Nadžibulah (1986. – 1989.)
Vlada predsjednika Karmala je bila neefikasna. Dalje oslabljena podjelama u NDSA i u Parčam frakciji, napori vlade da poveća svoju podršku rezultirali su neuspjesima.
Na kraju, Karmal je zamijenjen 1986. Mohamedom Nadžibulahom, bivšim šefom afganistanske tajne policijie (KHAD).
U studenom 1986., Nadžibulah je postao izabrani predsjednik i usvojen je novi ustav. Neke od novosti ubačenih u ustav su bile višestranački politički sustav, sloboda govora i islamski pravni sustav u neovisnom pravosuđu. On je također 1987. predstavio politiku nacionalnog pomirenja, koju su razvili stručnjaci iz Komunističke stranke Sovjetskog Saveza, i kasnije je korištena u drugim regijama svijeta. Usprkos velikim očekivanjima, nova politika nije učinila popularnijim režim koji je podržavala Moskva, niti je uvjerio pobunjenike da pregovaraju s vladom.
Neslužbeni pregovori oko sovjetskog povlačenja iz Afganistana počeli su još 1982. Godine 1988., vlade Pakistana i Afganistana, uz garancije SAD i Sovjetskog Saveza, potpisuju sporazum kojim su nadiđene važnije razlike između njih, poznat kao Ženevski sporazum. Ujedinjeni narodi su poslali specijalnu misiju, u svrhu nadgledanja procesa.
Na ovaj način, Nadžibulah je stabilizirao svoju političku poziciju dovoljno da počne podržavati napore Sovjetskog Saveza za povlačenje. 20. srpnja 1987., objavljeno je povlačenje sovjetskih snaga iz Afganistana.
Među ostalim što je Ženevski sporazum utvrdio je američko i sovjetsko nemiješanje u unutrašnje probleme Pakistana i Afganistana i raspored za potpuno sovjetsko povlačenje iz Afganistana do 15. veljače 1989.
Preko 15.000 sovjetskih vojnika je ubijeno od 1979. do 1989., uz dodatak više stotina uništenih vozila i zrakoplova. Procijenjeno je da je milijun Afganistanaca umrlo kao rezultat nemira tijekom ovog perioda.

## Posljedice
Rat u Afganistanu imao je snažan utjecaj na vanjsku i unutarnju politiku Sovjetskog Saveza, te se pokazao kao jedan od ključnih razloga za propast komunističkog sustava u Sovjetskom Savezu početkom devedesetih. Osim enormnih materijalnih troškova koje je iziskivala prisutnost Sovjetske vojske u Afganistanu, rat je pokrenuo i vjerske, nacionalne i etničke pokrete među većinski islamskim stanovništvom srednjoazijskih sovjetskih republika uz granicu s Afganistanom. Sovjetska vojska bila je demoralizirana kao rezultat stalnih optužbi da je agresor.
Poznati disident, akademik Andrej Saharov, javno je objavio aktivnosti Sovjetskog Saveza u Afganistanu. Shvaćanje da se sovjetska vojska bori protiv islama u Afganistanu dovelo je do uspona islamskog fundamentalizma u srednjoazijskim republikama i vjerojatno do jačanja pokreta za neovisnost u Čečeniji.
Građanski rat među Afganistancima nastavio se i poslije sovjetskog povlačenja. Nadžibulahov režim, iako nije uspio dobiti podršku, teritorije ili međunarodno priznanje, uspijeva ostati na vlasti do 1992.  godine. Ipak, on je pao nakon prelaska generala Abdula Rašida Dostana i njegove uzbečke policije na stranu Talibana u ožujku iste godine.

Proizvodnja žita u Afganistanu je opadala prosječno 3,5% godišnje između 1978. i 1990. zbog borbi, nestabilnosti u seoskim područjima, duge suše i propale infrastrukture. Sovjetski napori da se prekine proizvodnja u područjima pod kontrolom pobunjenika su također pridonijeli ovom padu. Nadalje, sovjetski napori da se centralizira ekonomija kroz državno vlasništvo, kontrolu i povezivanje farmi u veće kolektivne farme je doveli su ekonomskog pada.
Tijekom povlačenja sovjetskih vojnika, afganistanska polja prirodnog plina zatvorena su da bi se spriječile sabotaže. Obnavljanje proizvodnje plina je bilo spriječeno unutarnjim razdorima i prekidom tradicionalnih trgovačkih odnosa nakon raspada Sovjetskog Saveza.

## U popularnoj kulturi
- James Bond - Dah smrti, radnja filma se djelomično odvija u Afganistanu tijekom sovjetske intervencije.
- Rambo III, američki je igrani film iz 1988. godine.
- 9. satnija igrani je film retatelja Fedora Bondarčuka iz 2005. godine.